# Ах (притока Блау)
Ах (нім. Ach) — річка в Німеччині, протікає по землі Баден-Вюртемберг. Загальна довжина річки 10,2 км. Висота витоку 535 м. Висота гирла 515 м.
Система водного об'єкта: Блау → Дунай → Чорне море. Перепад висоти 20 м.
Річка Ах бере початок захід від міста Шельклінгена з карстового джерела. Тече на північний схід. Впадає в річку Блау в межах міста Блаубойрена.
Річка популярна серед туристів — веслярів на байдарках і каное.